# Madsen (kulomet)
Lehký kulomet Madsen (dánsky: Madsen Let Maskingevær) je pěchotní zbraň dánské provenience navržená roku 1896 a vyráběná od roku 1903 firmou Dansk Industri Syndikat. Ve své době době se jednalo o nejrozšířenější zbraň tohoto typu a společně např. s pistolí Colt M1911 nebo puškou Lee-Enfield, navrženou o rok dříve, patří i mezi nejdéle sloužící zbraně v dějinách. I když byl kulomet z většiny armád v průběhu sedmdesátých let 20. století vyřazen, ještě v roce 2009 jej používali (spolu s puškou M4) příslušníci speciálních sil brazilské policie BOPE.

## Technické řešení

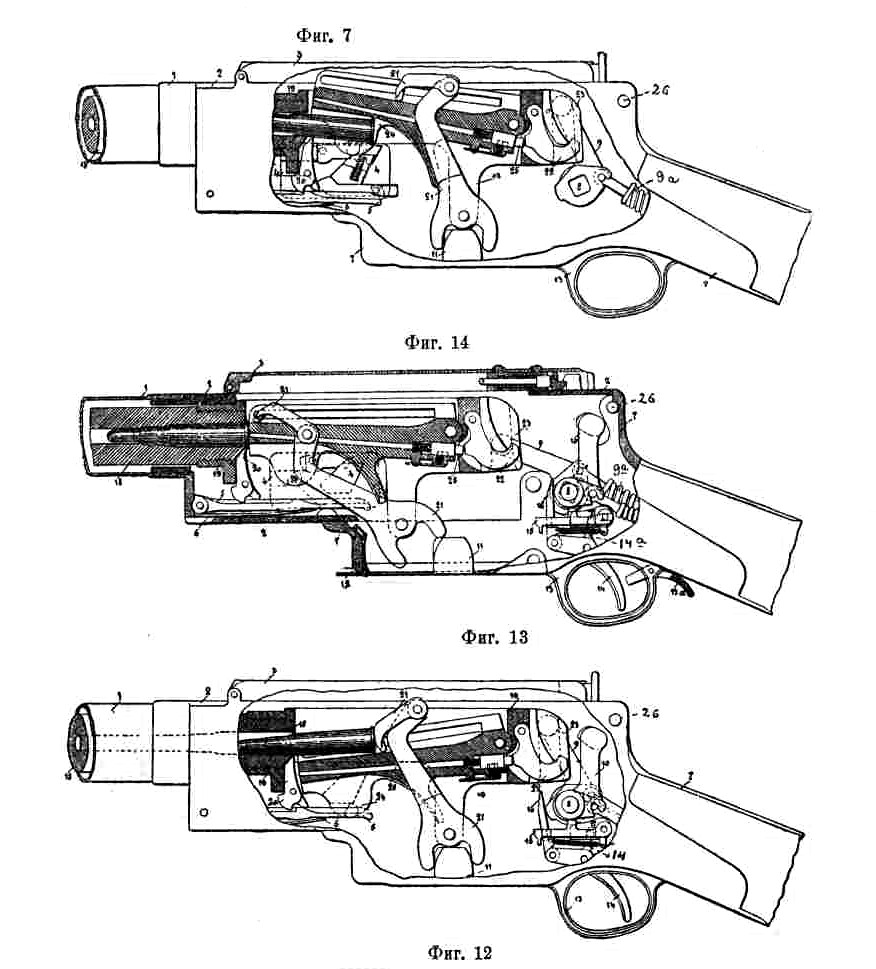
Operační cyklus kulometu Madsen

Kulomet Madsen vznikl ze samonabíjecí pušky systému Martini, se zákluzem řízeným závěrem, který se vyklápěl pomocí přepínací desky nahoru a dolů. Zbraň postrádala horizontálně pohyblivý závěr nebo závorník a proto se náboje zasouvaly nabijákem a vystřelené nábojnice se vytahovaly pomocí zvláštního mechanismu, který stejně jako nabiják využíval energie zákluzu závěru.
Hlaveň je žebrovaná kvůli lepšímu chlazení a upevněná k pouzdru závěru.
Zásobník kulometu nemá vývodky, které přidržují náboj v zásobníku. Místo toho je tu pružina nacházející se na boku zásobníku a zasahující do jeho ústí. Zásobník je v rámci zbraně umístěn tak, že na rozdíl od pozdějších modelů kulometů nebylo třeba posouvat mířidla.
Zbraň má obvykle dřevěnou pažbu bez pistolové rukojeti a dvojnožku. Lze ji ale upevnit i na větší trojnožku či jiné druhy lafet.

## Historie

### Před první světovou válkou
Zbraň byla pojmenována po Vilhelmu Hermanu Olufu Madsenovi, tehdejšímu dánskému ministru války, který podporoval domácí zbrojní průmysl. Prvního nasazení na bitevním poli se dočkala ve službách carského Ruska v rusko-japonské válce, které zakoupilo 1250 těchto kulometů v ráži 7,62 × 54 mm R. Na svém místě se osvědčily, ale Rusům ve válce, která nesla jak znaky přímého vojenského střetnutí s bodáky na otevřeném poli, tak poziční zákopové války příliš nesvědčil koncept lehkého kulometu. Rusové chtěli spíše zbraň přesnější a s větší palebnou silou, byť i méně skladnou jako byly například kulomety Maxim. K licenční výrobě těchto lehkých kulometů v Rusku byla ve později ve městě Kovrov u Vladimiru postavena továrna, ale následkem revoluce se v ní Madseny nikdy nevyráběly.
V době před první světovou válkou testovaly tuto zbraň armády většiny evropských mocností, ale i když se jim kulomet osvědčil jak na cvičišti, tak na bojišti, daly země jako Francie a Velká Británie nakonec přednost svým vlastním zbraním. Velká Británie místo původního plánu na licenční výrobu Madsenu vyráběla kulomety Lewis a do výzbroje francouzské armády se dostal konceptuálně podobný, ale nepříliš spolehlivý lehký kulomet CSRG Mle15 ("Chauchat").

### První světová válka a meziválečná léta
Roku 1914 odkoupilo dodávku zbraní ráže 7,92 mm Německo, kde kulomet sloužil v rukou jednotek horských myslivců a později úderných oddílů v zákopové válce. Používal se také jako letecký kulomet a výzbroj pozorovacích balonů. Kulomet Madsen byl také jednou ze zbraní, které se ocitly v rukou československých legií v Rusku během občanské války.
Roku 1923 byl kulomet Madsen úspěšně odzkoušen Československou armádou, která jej zakoupila v letech 1922 a 23 v ráži 7.92 mm. Později byl nahrazen kulometem 7.92 mm LK vz. 26.
Ve 20. a 30. letech 20. století se tento kulomet ve velkém vyvážel do latinskoamerické Paraguaye, kde sloužil během války o Gran Chaco. Čtyři sta jich Paraguay zakoupila ještě před válkou a během války obdržela ještě několik dodávek těchto zbraní. Kulomet Madsen ale sloužil i na druhé straně fronty v rukou vojáků Bolívie, která jej zakoupila ve stejné ráži (7,92 mm) jako Paraguay. Argentinská armáda, která střežila svoji neutralitu na hranici s těmito dvěma zeměmi jimi byla vybavena také. Argentinci ji použili během zásahu proti indiánskému kmenu Maká, který se vzbouřil pod vedením vojenských zběhů roku 1933. Kulomet zakoupila také Brazílie jako zbraň pro své tanky CV-35, jež odkoupila od Itálie.
Ke stejnému účelu jej v počtu 24 kusů v ráži .303 využíval Irský svobodný stát, a to na tancích Landsverk L-60 a obrněných vozidlech Landsverk L-180 , Leyland a Dodge. Nahrazeny byly až v 50. letech kulometem M1919 Browning.

### Druhá světová válka
v Druhé světové válce ji používali převážně partyzáni, mocnosti používali kulomet modernější verze. 

## Uživatelé
- Argentina
- Brazílie
- Bolívie
- Irsko
- Německo
- Rusko
- Spojené království
- Brazílie
- Bulharsko
- Chile
- Čínská republika
- Československo
- Dánsko
- Estonsko
- Habeš
- Finsko
- Francie
- Nizozemsko
- Honduras
- Maďarsko
- Itálie
- Japonsko
- Litva
- Mexiko
- Norsko
- Pákistán
- Paraguay
- Peru
- Portugalsko
- Rakousko-Uhersko
- El Salvador
- Španělsko
- Švédsko
- Turecko
- Siam
- Uruguay